# Мостовая (Сылвенское сельское поселение)
Мостовая — деревня в Пермском районе Пермского края. Входит в состав Сылвенского сельского поселения.

## Географическое положение
Расположена на берегу реки Сылва при впадении в неё реки Мостовая, примерно в 9 км к юго-западу от административного центра поселения, посёлка Сылва.

## Население
| 2010 |
| ---- |
| 49   |

## Улицы[2]
- 1-й проулок
- 1-й Чертановский пер.
- 1-я Береговая ул.
- 2-й проулок
- 2-й Чертановский пер.
- 2-я Береговая ул.
- 3-й проулок
- Берёзовая ул.
- Весёлая ул.
- Весенняя ул.
- Восточная ул.
- Дачная ул.
- Звёздная ул.
- Кленовая ул.
- Лесная ул.
- Мостовская ул.
- Новая ул.
- Победы ул.
- Полевая ул.
- Прибрежная ул.
- Речная ул.
- Садовая ул.
- Старинная ул.
- Строителей ул.
- Центральная ул.
- Южная ул.
- Янтарная ул.

## Топографические карты
- Лист карты O-40-78 Серга. Масштаб: 1 : 100 000. Состояние местности на 1983 год. Издание 1984 г.